# Historia de Lyon

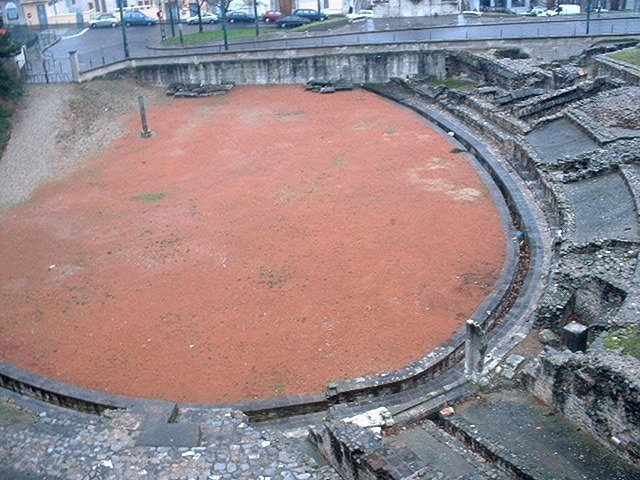
Anfiteatro de las Tres Galias en Lyon.

La historia de Lyon, entonces llamada Lugdunum (colina de la luz o colina de los cuervos) comenzó en la época de los Romanos, en el siglo I a. C. La proclamaron Capital de las 3 Galias, un estatuto que le permitió conocer un auge a su vez político, económico, militar y religioso. Esta preeminencia duró 3 siglos, pero no se mantuvo tras la decadencia romana. La ciudad sufrió un largo periodo de agitaciones, hasta que la iglesia le proporcionará de nuevo fuerzas, declarándola sede del Primado de las Galias, en el siglo XI. 
Su prosperidad no cesa desde entonces de aumentar, hasta alcanzar su apogeo durante el Renacimiento. Desde fines del siglo XV, la creación de importantes ferias y el desarrollo del banco, atraen hacia Lyon mercantes de toda Europa. Más tarde la élite de la sociedad intelectual o artística se instala aquí. La expansión perdura en los siglos XVII y XVIII, la seda lionesa viste las bellas y decora ricos interiores del mundo entero. La ciudad se desarrolla geográficamente y se dota de hospitales, plazas y edificios de calidad. 
La Revolución francesa de 1789 marcará el paso con sangre. Pero el Imperio reanuda luego su expansión. Lyon se convierte en una villa industrial y sigue su acondicionamiento urbano con una predilección por el estilo « haussmaniano » de la época. Si las revueltas de los « Canuts » (obreros de la seda) oscurecen el periodo, la potencia de la ciudad no cabe de nuevo a dudas. Acompaña la entrada de Lyon en el siglo XX.

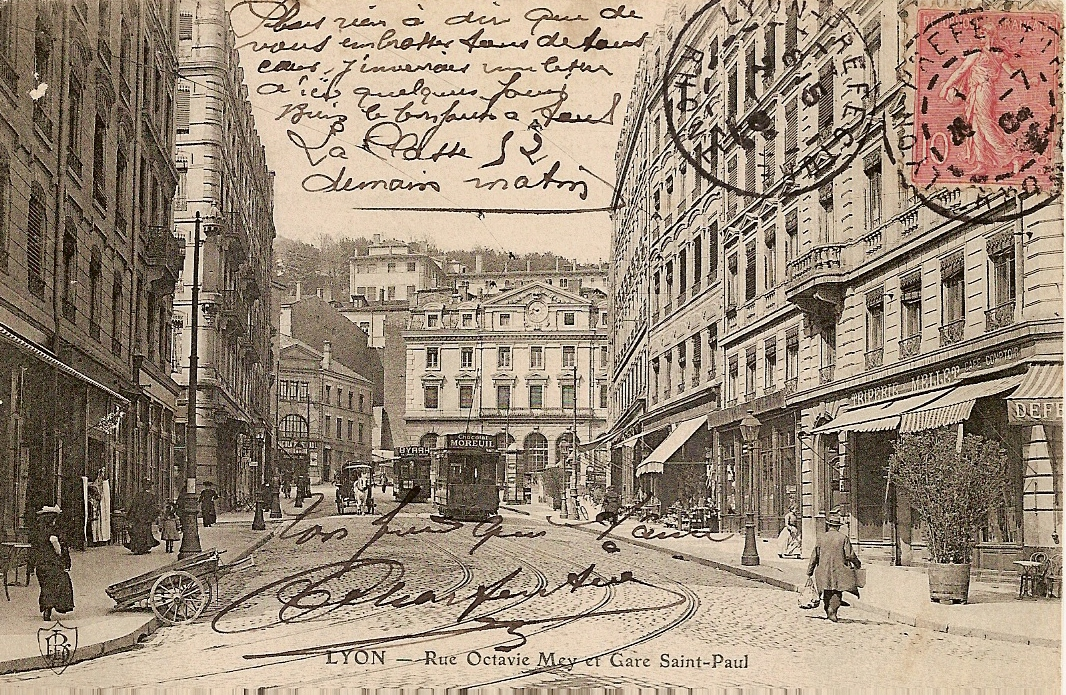
Calle Octavio Mey y la estación de San Pablo en Lyon hacia 1904.

El urbanismo no cesa de cambiar, modificando el rostro de la ciudad. Durante la Segunda Guerra Mundial, Lyon se convierte en la capital de la Resistencia. Luego empezará el verdadero reto por la modernidad, con la nueva orientación: Europa. Lyon adquiere su dimensión europea con el desarrollo de transportes, infraestructuras de recepción e instalaciones culturales y la creación en 1960 del barrio de negocios de la Part-Dieu.
Se impulsó una nueva orientación en los años 1980, con el fin de mejorar las instalaciones que estructuran la metrópolis. Importantes obras urbanísticas se llevaron a cabo, en lugares estratégicos, junto con una política de valorización del patrimonio. En dos décadas, Lyon se ha convertido en una metrópolis que reúne armoniosamente grandes éxitos del pasado y la definición del futuro. Dichas fases distintas de la historia de Lyon están "grabadas" en el patrimonio y el urbanismo de la ciudad.